# Doza angajată
Doză echivalentă angajată (HT(τ)): integrală pe timpul (t) din debitul dozei echivalente în țesutul sau organul T care va fi primită de un organism în urma incorporării de substanțe radioactive. Unitatea de masura pentru doza echivalenta angajata este sievertul. Doza efectivă angajată: (E(τ)): suma ponderată a dozelor echivalente angajate de organ și țesuturile (HT(τ)) rezultate în urma unei incorporări de substanțe radioactive, înmulțite fiecare cu factorul corespunzător de ponderare tisular pentru țesutul respectiv wT. Unitatea de măsură pentru doza efectivă angajată este sievert.